# Шовниця кучерява
Шовниця кучерява (Rhabdoweisia crispata) — вид мохів порядку дикранальних (Dicranales).

## Поширення
Батьківщиною є Європа, Північна Америка, Південна Америка, Азія.
Росте переважно на вологих, затінених скелях; на висотах 1–2500 м.

## Характеристика
Рослини 0.5–1 см, іноді вище. Листки 2–3.5 мм, вузьколанцетні, поступово звужуються до гострої верхівки, дистально по краях пилчасті з дрібними зубцями. Коробочкові ніжки 2–4.5 мм. Коробочка 0.7–1 мм. Спори 15–21 мкм. Коробочки зрілі влітку.